# American Murder: Gabby Petito
Production
Diffusion
American Murder: Gabby Petito est une série documentaire américaine de type true crime en 3 épisodes, réalisée par Michael Gasparro et Julia Willoughby Nason (en) en 2025 pour Netflix.
Elle traite du féminicide de Gabby Petito, détaillant la période s'étalant des derniers en jours partagés entre la blogueuse de 22 ans et son petit ami Brian Laundrie à la conclusion de l'enquête policière suivant sa disparition.

## Résumé
Gabrielle Venora Petito disparait en août 2021 à la suite d'un road trip de quatre mois en van à travers les États-Unis en compagnie de son petit ami Brian Laundrie. Deux mois plus tard, celui-ci se donne la mort après avoir laissé une lettre d'aveux soulevant beaucoup d'interrogations.

## Développement
Issue de la génération Z, la jeune femme voulait devenir influenceuse sur les réseaux sociaux et y documentait largement sa vie. La série contient de nombreuses photos et vidéos d’archives ainsi que des témoignages de ses proches. Plusieurs séquences issues des caméras embarquées de la police sont également intégrées à la narration.
Pour renforcer l'immersion du téléspectateur, Netflix a fait usage de l’intelligence artificielle : dans le premier épisode de la série, on lit que “les écrits et messages de Gabby Petito prennent vie avec sa propre voix grâce à la technologie de clonage de voix”. On entend ainsi la voix de Gabby Petito lire des extraits de son journal intime ou relater des échanges avec Brian et ses proches.

## Fiche technique
Sauf indication contraire, les informations mentionnées dans cette section peuvent être confirmées par les bases de données cinématographiques IMDb et Allociné,  présentes dans la section « Liens externes ».
- Titre original : American Murder: Gabby Petito
- Réalisation : Michael Gasparro, Julia Willoughby Nason (en)
- Producteurs : Phil McGraw, Michael Gasparro, Julia Willoughby Nason, Sarah Carden[3]
- Société(s) de production : The Cinemart, Studio 29 Productions
- Pays d'origine :  États-Unis
- Langue originale : anglais
- Format : couleur / 16:9
- Genre : documentaire true crime
- Durée : 3 x 45 minutes environ
- Dates de sortie :
  - Netflix : 17 février 2025

## Distribution
- Nichole Schmidt : sa mère
- Jim Schmidt : son beau-père
- Joe Petito : son père
- Tara Petito : sa belle-mère
- TJ Schmidt : son frère
- Jackson Hufham : son ex petit-copain
- Rose Davis : une amie
- Kyle, Loretta Bush : agents du FBI
- Matt Carr  : shérif du comté de Teton

## Épisodes
1. On a acheté un van (We Bought a Van)
2. Où est Gabby ? (Where is Gabby?)
3. À brûler, une fois lue (Burn After Reading)

## Réception
- Le Parisien : 4/5[2]
- Allociné : 3,7 étoiles sur 5 (73 notes)[4]
- IMDB : 7.1/10 (7400 notes)[5]
- Rotten Tomatoes : 75% (8 critiques)[6]

## Audiences
Le lendemain de sa sortie, le documentaire atteint la première place du classement des programmes les plus regardés de Netflix aux États-Unis et dans treize autres pays.